# Nox (Stargate)
De Nox zijn een fictief ras uit de SF-Serie Stargate SG-1. We zien ze voor het eerst in de aflevering The Nox.

## Over de Nox
De Nox zijn een vreedzaam en toverachtig volk, technologisch zo ver gevorderd dat ze in staat zijn om doden terug tot leven te wekken en grote objecten te doen verdwijnen.
Pacifisten tot in het extreme, zoals ze zijn, voelen ze zich moreel verplicht om niet bevooroordeeld te zijn tot er een oordeel is geveld, zelfs niet als er een partij door en door kwaadwillig is. Dit is het geval in de aflevering Pretense, waarin de Nox Lya moeten beslissen over de symbiotische verhouding tussen Klorel en gastheer Skaara, die door de Tollan vastgehouden wordt.
Wanneer SG-1 erachter komt dat er een Goa'uldmoederschip boven de planeet van de Tollan hangt en dreigt de planeet aan te vallen, grijpt ze onrechtstreeks in door Teal'c te zeggen waar ze een Tollan ion-kanon kunnen vinden.
De Nox toonden aan SG-1 een staal van hun geavanceerde technologie door ze hun drijvende stad te laten zien. Verder kunnen ze een wormgat creëren zonder het instabiele vortex-effect dat zich normaal voordoet wanneer er een wormgat wordt geopend.
Ze worden ook beschouwd als een van de vier grote rassen, samen met de Ouden, de Asgard en de Furlings.